# Earlestown
Earlestown – miasto w Anglii, w hrabstwie ceremonialnym Merseyside, w dystrykcie metropolitalnym St Helens. Leży 23 km na wschód od centrum Liverpool i 276 km na północny zachód od Londynu. W 2001 miasto liczyło 10 274 mieszkańców.